# Frank Hayes (actor)
Frank Hayes (San Francisco, 17 de mayo de 1871 – Hollywood, 28 de diciembre de 1923) fue un actor estadounidense que trabajó durante la era del cine mudo. Apareció en 70 películas entre 1913 y 1924. Un actor con una apariencia de cara de hacha única, apareció principalmente en películas cómicas. Su apariencia facial se prestaba naturalmente a un efecto cómico en las películas mudas, en particular cuando dejaba de lado su dentadura postiza, Hayes interpretó a un viudo en A Hoosier Romance (1918), protagonizada por Colleen Moore. En su última aparición, aunque fue breve en corte teatral, interpretó a Old Grannis en Greed.
Murió en Hollywood, California, debido a una neumonía, a los 52 años.

## Filmografía
- Fatty and Minnie He-Haw (1914)
- Fatty's Jonah Day (1914)
- His Musical Career (1914)
- Lover's Luck (1914)
- Leading Lizzie Astray (1914)
- Rum and Wall Paper (1915)
- Fatty's Tintype Tangle (1915)
- The Little Teacher (1915)
- Their Social Splash (1915)
- When Love Took Wings (1915)
- That Little Band of Gold (1915)
- Fatty's Faithful Fido (1915)
- Fatty's Chance Acquaintance (1915)
- Fatty's Reckless Fling (1915)
- Hogan's Romance Upset (1915)
- Fatty's New Role (1915)
- Fatty and Mabel at the San Diego Exposition (1915)
- Mabel, Fatty and the Law (1915)
- Fatty and Mabel Adrift (1916)
- When Do We Eat? (1918)
- The Yellow Dog (1918)
- After His Own Heart (1919)
- Cupid Forecloses (1919)
- Love (1919)
- The Simple Life (1919)
- The Stage Hand (1920)
- My Boy (1921)
- The Man of the Forest (1921)
- The Killer (1921)
- When Romance Rides (1922)
- Heart's Haven (1922)
- The Gown Shop (1923)
- Double Dealing (1923)
- The Barnyard (1923)
- Greed (1924)